# Arco Etrusco
L'Arco Etrusco, detto anche Arco di Augusto, è una delle sette porte delle mura etrusche di Perugia. Fu costruito nella seconda metà del IV secolo a.C. e fu fatto ristrutturare da Augusto nel 40 a.C. dopo la sua vittoria nella guerra di Perugia. Rappresenta la più integra e monumentale delle porte etrusche cittadine e si apre sul cardo maximus della città, corrispondente all'attuale via Ulisse Rocchi.

## Storia
L'antica Perusia, oggi Perugia, appare per la prima volta nella storia come una delle dodici città confederate dell'Etruria (la cosiddetta dodecapoli etrusca). Viene menzionata per la prima volta nel racconto della guerra tra Etruschi e Romani del 310 o 309 a.C.. Prese però parte importante alla ribellione del 295 a.C e si ridusse, con Volsinii e Arretium (l'antica Arezzo), a cercare la pace l'anno successivo. Nel 216 a.C. e nel 205 a.C. assiste Roma nella seconda guerra punica, durante la campagna di Annibale. In quel periodo fu costruito il muro che circondava la città e la rese inespugnabile. Una delle sette porte della cinta muraria perugina era quella che oggi è nota come Arco Etrusco.
Secondo i tardi scrittori, le autorità cittadine erano legate fin dalla sua conquista alla gens Antonia, di cui erano clientes. Nella guerra civile si stabilì in città Lucio, fratello di Marco Antonio, e quindi Ottaviano, il futuro Augusto, aveva cinto d'assedio Perugia per ben sette mesi, all'incirca nel 40 a.C., fino alla capitolazione della città. Lucio si era asserragliato nella città, un bastione molto difficile da espugnare, posto in altura e protetto dalla cinta muraria che univa le sette porte. Inoltre, dalle cronache di Dione Cassio, sappiamo anche che l'esercito di Lucio era numericamente forte e la città era ben rifornita di viveri. L'assedio di Perugia ebbe il suo culmine con l'incendio della città, si dice per consiglio di Caio Cestio, soprannominato Macedonico, il quale, a sua volta, era originario di Perugia.
Negli anni successivi Perugia fu restituita al suo splendore dai perugini sotto gli auspici di Cesare Augusto che nel frattempo aveva sterminato i nobili a lui ostili sostituendoli, alla guida della città, con famiglie patrizie a lui amiche, tra cui la più importante era quella dei Vibii. Dell'incendio del 40 a.C. rimangono tracce dei resti di una villa romana rinvenuta negli scavi sotto il Duomo cittadino, la cattedrale di San Lorenzo. Nel periodo Augusteo, nelle pietre etrusche dell'antico sesto dell'arco, fu scolpita la scritta AVGVSTA PERVSIA.
Perugia divenne colonia romana tra gli anni 251 e 253 della nostra era. All'epoca dell'imperatore romano Gaio Vibio Treboniano Gallo, di origini perugine (e di suo figlio, co-augusto, Volusiano Veldumniano, ambedue della gens Vibia, risale l'altra iscrizione sull'arco, che reca la frase "COLONIA VIBIA", che orna la fascia orizzontale superiore, con capitelli e scudi oplitici in rilievo.

## Architettura dell'arco etrusco
L'arco è costituito da una facciata attraversata da un solo fornice (cioè da una sola arcata) e da due torrioni trapezoidali. Su uno dei due torrioni è stata costruita, in epoca rinascimentale, una loggia; la fontana ai piedi dello stesso torrione è stata finita nel 1621. Sopra l'arco (a due filari concentrici) vi è un fregio ornato da metope con scudi rotondi e triglifi; sopra questo vi è un altro archetto tra due pilastri
Nel filare interno possiamo leggere la scritta Augusta Perusia, cioè il nome della città dopo la ricostruzione del 40; nel filare esterno vi è incisa la scritta Colonia Vibia, per testimoniare lo "ius coloniae" ricevuto da Treboniano Gallo.
Di fronte all'arco sorge Palazzo Gallenga Stuart, sede dell'Università per Stranieri.